# Красногвардейское сельское поселение (Советский район)
Красногвардейское се́льское поселе́ние (укр. Красногвардійське сільське поселення, крымскотат. Вес Бёрюс кой юрту) — муниципальное образование в южной части Советского района Республики Крым России.
Административный центр — село Красногвардейское.

## География
Находится в степной зоне Крыма, у границы с Кировским районом, в долине реки Восточный Булганак.

## Население
| 2001  | 2014  | 2015  | 2016  | 2017  | 2018  | 2019  |
| ----- | ----- | ----- | ----- | ----- | ----- | ----- |
| 2042  | ↘1904 | ↗1906 | ↘1884 | ↘1877 | ↘1863 | ↘1862 |
| 2020  | 2021  |       |       |       |       |       |
| ↘1850 | ↗1856 |       |       |       |       |       |

## Состав сельского поселения
| № | Населённый пункт  | Тип населённого пункта       | Население |
| - | ----------------- | ---------------------------- | --------- |
| 1 | Красногвардейское | село, административный центр | ↘1441     |
| 2 | Лоховка           | село                         | ↘419      |
| 3 | Лучевое           | село                         | ↘44       |

## История
17 ноября 1964 года был образован Красногвардейский сельский совет.
Статус и границы Красногвардейского сельского поселения установлены Законом Республики Крым от 5 июня 2014 года № 15-ЗРК «Об установлении границ муниципальных образований и статусе муниципальных образований в Республике Крым».